# 2061 Anza
2061 Anza este un asteroid din grupul Amor, descoperit pe 22 octombrie 1960 de Henry Giclas.